# Robert Coles
Robert Coles (Hornchurch, 2 september 1972) is een professionele golfer uit Essex, Engeland.

## Loopbaan
In 1992 speelde Coles in de nationale selectie en twee jaar later werd hij in 1994 professional. Hij speelde vijftien jaar lang wisselend op de Challenge - en de Europese Tour en verdiende in zijn carrière al ruim een miljoen euro.
In 2010 heeft hij weer een volle kaart voor de Europese Tour.

## Gewonnen
- 2003: BA-CA Golf Open in Oostenrijk
- 2009: Moroccan Classic by Banque Populaire, Challenge of Ireland (na play-off tegen Nicolas Colsaerts)